# 富爾頓縣 (俄亥俄州)
富爾頓縣（英語：Fulton County）是美國俄亥俄州西北部的一個縣，北鄰密歇根州。面積1,005平方公里。根據美國2000年人口普查，共有人口42,084人。縣治沃森 (Wauseon)。
成立於1850年2月28日，縣名紀念蒸汽船的發明者羅伯特·富爾頓。